# 徐建中
徐建中（1948年—），江苏如东人，中国人民解放军将领、中国人民解放军中将。
毕业于中共中央黨校。2005年，接替刘卫东，担任东海舰队政治委员、南京军区副政治委员。2009年，由岑旭接任。2007年，授中国人民解放军中将军衔。此后升为中国人民解放军海军副政委。2011年12月，退役。